# Petrustitan
Petrustitan (gegant de roca) és un gènere extint de dinosaures sauròpodes titanosaures que van viure en el Cretaci superior en el que actualment és Romania, concretament la formació de Sânpetru. L'any 1932, el gènere Magyarosaurus va ser establert, amb tres espècies: M. dacus, M. transsylvanicus i M. hungaricus. Amb el pas del temps, es va descobrir que M. transsylvanicus era una quimera i el 2025, va sorgir un estudi que assignava el material fòssil de M. hungaricus a dos nous gèneres: Petrustitan i Uriash.               El gènere Petrustitan només consta d'una espècie, Petrustitan hungaricus. Forma part de la fauna de Hațeg.